# Andrea Miglionico
Andrea Miglionico (30 de novembro de 1662 - Ginosa, 1711) foi um pintor italiano do período barroco.